# Jane Brucker
Jane Rachel Brucker (Falls Church, 14 maggio 1958) è un'attrice statunitense, conosciuta soprattutto per aver interpretato il ruolo di Lisa Houseman nel film Dirty Dancing - Balli proibiti (1987).

## Vita e carriera
Jane Brucker è nata a Falls Church, Virginia. Ha studiato presso la North School of the Arts, uno dei suoi compagni di classe è stato Bruce Willis.
È stata sposata con l'attore Brian O'Connor dal 1986 al 1993; hanno avuto una figlia, Sally O'Connor, nata nel 1989. Nel Novembre del 2001 ha sposato il fotografo Raul Vega; hanno una figlia di nome Rachel.

## Filmografia
- Miami Vice - serie TV, episodio 3x09 (1986)
- Dirty Dancing - Balli proibiti (Dirty Dancing), regia di Emile Ardolino (1987)
- Il sentiero dei ricordi (Stealing Home), regia di Steven Kampmann (1988)
- I maledetti di Broadway (Bloodhounds of Broadway), regia di Howard Brookner (1989)
- Doctor Doctor - serie TV, 4 episodi (1989)